# Konrad von Feuchtwangen
Konrad von Feuchtwangen (c. 1230 – Praga, 4 de julio de 1296), fue el Gran maestre de la Orden Teutónica (1291-1296).
Su carrera temprana es desconocida. En 1259 fue comendador de la orden en Austria. Sucesivamente ocupó los cargos de tesorero de la orden en Tierra Santa (fechas inciertas), comendador de Austria (después de 1271), maestre de Prusia y Livonia (1279), comendador de Franconia (1282), y maestre alemán (1284). No viajó a Tierra Santa durante la crisis ocasionada por el ataque mameluco a Acre en 1291, sino que permaneció en el Sacro Imperio romano germánico.
Poco después de la caída de Acre, Konrad fue elegido Gran maestre (probablemente en el otoño de 1291). La sede de la orden se trasladó a Venecia bajo su gestión. Konrad no mostró ninguna intención de reactivar las actividades de la orden en Tierra Santa: su principal preocupación eran los asuntos de la orden en Alemania, Prusia y Livonia. Konrad murió el 4 de julio de 1296 en Praga. Fue enterrado en la comandería bohemia de Drobowitz, pero sus huesos fueron posteriormente trasladados al convento cisterciense de Trebnitz en Silesia.